# Lea (Toto)
«Lea» es una balada lanzada por el grupo Pop-Rock Toto en 1987 de su álbum Fahrenheit Como El Cuarto Sencillo solo sencillo en Europa, la canción fue escrita por Steve Porcaro, en la canción se puede confundir la voz ya que es cantada por Joseph Williams y no por Steve Porcaro, aunque no tuvo resultados en listas de EE. UU. es una de las mejores canciones recibidas de Toto por los fans y un éxito más de Toto.

## Personal
- Steve Lukather -Guitarras,Coros
- David Paich -Teclados
- Steve Porcaro -Teclados, compositor
- Jeff Porcaro -Batería, percusión
- Mike Porcaro -Bajo
- Joseph Williams -Voz
- Adicionales-
- Don Henley -Coros
- Lenny Castro -Percusión
- Jim Keltner -Percusión
- Steve Jordan -Percusión
- David Sanborn -Sax
- Mike Sherwood -Coros

- Datos: Q3829205